# تيلي الساحل
تيلي الساحل القناة الرسمية لدولة النيجر وهي تابعة لمركز البث الإذاعي والتلفزي النيجيري التي تتكفل أيضا بإذاعة راديو الساحل.